# Your Guardian Angel
Your Guardian Angel è un singolo della band statunitense The Red Jumpsuit Apparatus, il terzo estratto da Don't You Fake It, pubblicato nell'ottobre 2007.
Prima della pubblicazione del singolo, il 21 agosto 2007, la band ha pubblicato un EP omonimo esclusivamente su iTunes.

## La canzone
Il brano è la canzone più soft e profonda dell'album e, insieme a Face Down, è una delle canzoni più famose del gruppo.
La canzone era già presente, con il nome The Acoustic Song, in una differente versione nell'album demo della band The Red Jumpsuit Apparatus.

## Video musicale
Il video, diretto da Shane Drake, mostra il cantante della band Ronnie Winter cantare il brano suonando una chitarra acustica in una stanza buia, illuminata solo da poche lampadine. La scena si alterna con la band che si prepara per un concerto. Finita la canzone, il video si chiude con Ronnie fermo davanti all'unica lampadina rimasta accesa nella stanza che si spegne lentamente.

## Tracce
CD, download digitale
1. Your Guardian Angel - 3:49

EP digitale
1. Your Guardian Angel - 3:51
2. Disconnected - 2:56
3. Your Guardian Angel (Video) - 3:47
4. Your Guardian Angel (Making of the Video) - 4:00

## Classifiche
| Classifica (2007) | Posizione massima |
| ----------------- | ----------------- |
| Nuova Zelanda     | 19                |
| Stati Uniti       | 122               |